# Оґрудек (Мазовецьке воєводство)
Оґрудек (пол. Ogródek) — село в Польщі, у гміні Ґрембкув Венґровського повіту Мазовецького воєводства.
Населення — 137 осіб (2011).
У 1975-1998 роках село належало до Седлецького воєводства.

## Демографія
Демографічна структура станом на 31 березня 2011 року:
|          | Загалом | Допрацездатний вік | Працездатний вік | Постпрацездатний вік |
| -------- | ------- | ------------------ | ---------------- | -------------------- |
| Чоловіки | 70      | 13                 | 45               | 12                   |
| Жінки    | 67      | 11                 | 39               | 17                   |
| Разом    | 137     | 24                 | 84               | 29                   |